# Tryptyk z Miraflores
Tryptyk z Miraflores, Tryptyk Madonny (niderl. Miraflorestriptiek) – dzieło Rogiera van der Weydena, przykład niderlandzkiego malarstwa tablicowego doby późnego gotyku.

## Identyfikacja i datowanie
Tryptyk został zamówiony prawdopodobnie przez króla Jana II Kastylijskiego dla ufundowanego przez niego klasztoru kartuzów w Miraflores pod ówczesnym Burgos. Tryptyk trafił do katuzji Miraflores w 1445 roku jako dzieło magistro Rogel, magno e famoso Flandresco. Pierwotnie historycy sztuki identyfikowali go z podobnym dziełem ofiarowanym przez córkę Jana II, Izabelę Kastylijską, dla Capilla Real (Kaplicy Królewskiej) w katedrze granadyjskiej, a berlińską wersję uważano za kopię.

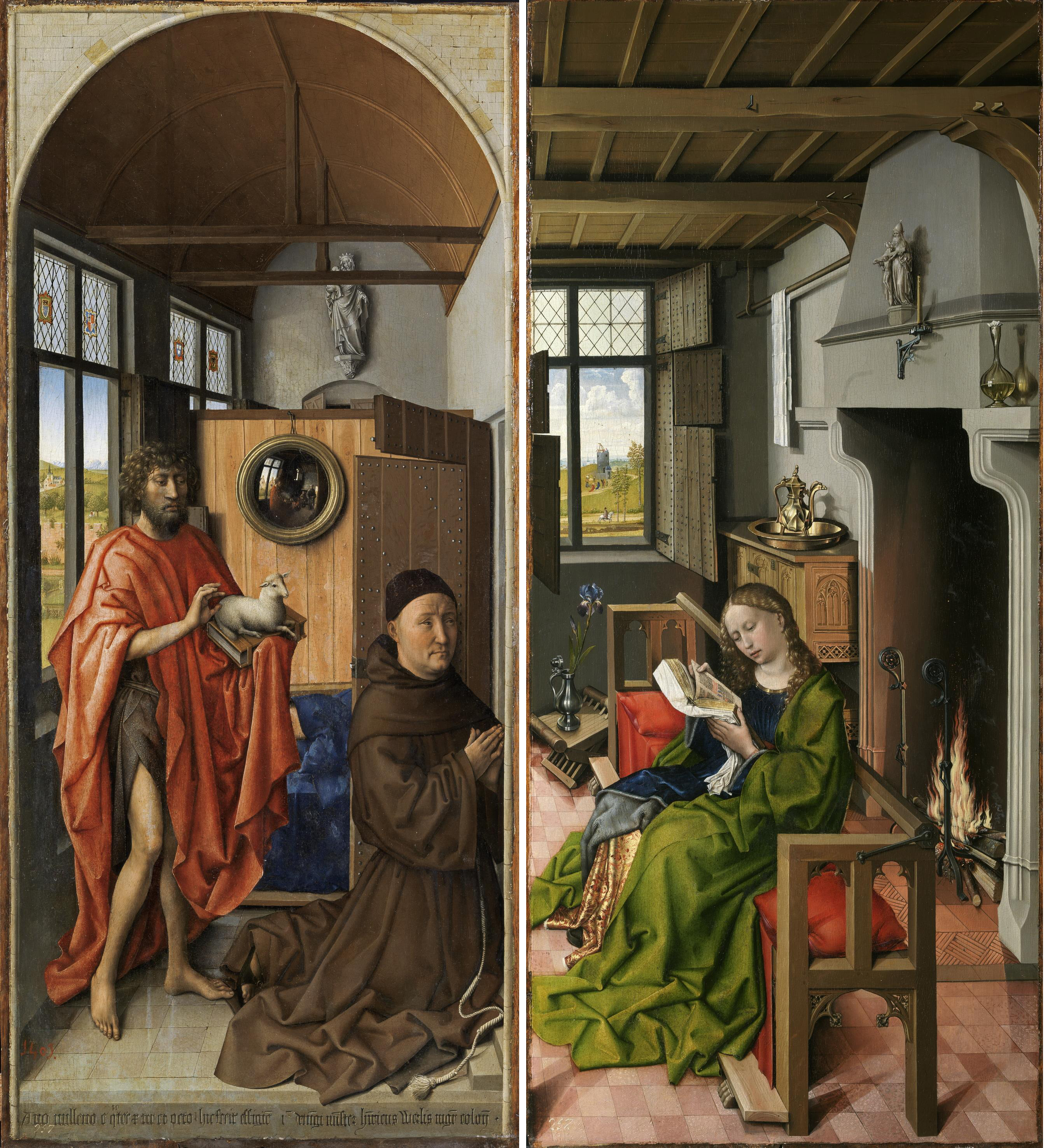
Tryptyk Werla

Dopiero badania dendrochronologiczne przeprowadzone w latach 1981-2009 wykazały, że jest odwrotnie, tj. wersja berlińska mogła powstać już w 1437 roku, a granadyjsko-nowojorska nie wcześniej niż w 1490. Również analiza podrysowania pod warstwami farb wykazała, iż w wersji nowojorskiej są one bardzo dokładne, co wskazuje na przerysowanie z oryginału. Wersja berlińska ma ich znacznie więcej; widoczne są liczne poprawki i zmiany w warstwach malarskich. Perspektywa w obu wersjach również jest odmienna; w wersji nowojorskiej jest zbieżna, linearno-geometryczna, jednoogniskowa, co wskazuje mniej więcej na lata 60. XV wieku, gdy stosowana była m.in. przez Dirka Boutsa. W wersji berlińskiej występuje kilka ognisk zbiegających się na wspólnej osi pionowej, co charakteryzuje prace wcześniejszych mistrzów, m.in. Jana van Eycka.
Datowanie berlińskiego tryptyku oscyluje pomiędzy rokiem 1435 a 1445; według większości historyków sztuki po 1438, czyli po powstaniu skrzydeł do innego dzieła: Tryptyku Werla z Prado. Ich argumentacja opiera się na podobieństwach pomiędzy pozami utrwalonych postaci; figura zmartwychwstałego Chrystusa ma podobną pozę jaką przybiera św. Jan w lewym skrzydle Tryptyku Werla, a figura Marii wzorowana jest na postaci św. Barbary z prawego skrzydła. Antoni Ziemba wysuwa hipotezę, iż podobieństwa mogą świadczyć o odwrotnym procesie twórczym Weydena: tryptyk mógł powstać po 1437, jak wykazują badania dendrochronologiczne, lecz na krótko przed powstaniem Tryptyku Werla. Na takie datowanie mogą wskazywać detale kompozycji: gest Chrystusa w scenie Pojawienie się Chrystusa przed Marią ma określony sens (Noli me tangere), w przeciwieństwie do gestu Jana w Tryptyku Werla.
W tryptyk został zabrany z klasztoru kartuzów w Burgos przez generała Jeana Barthélemy Darmagnaca w 1809 roku i sprzedany w 1835 roku w domu aukcyjnym Christie’s. Ostatecznie trafił i jest do dziś przechowywany w galerii malarstwa w Berlinie. 

## Opis i interpretacje

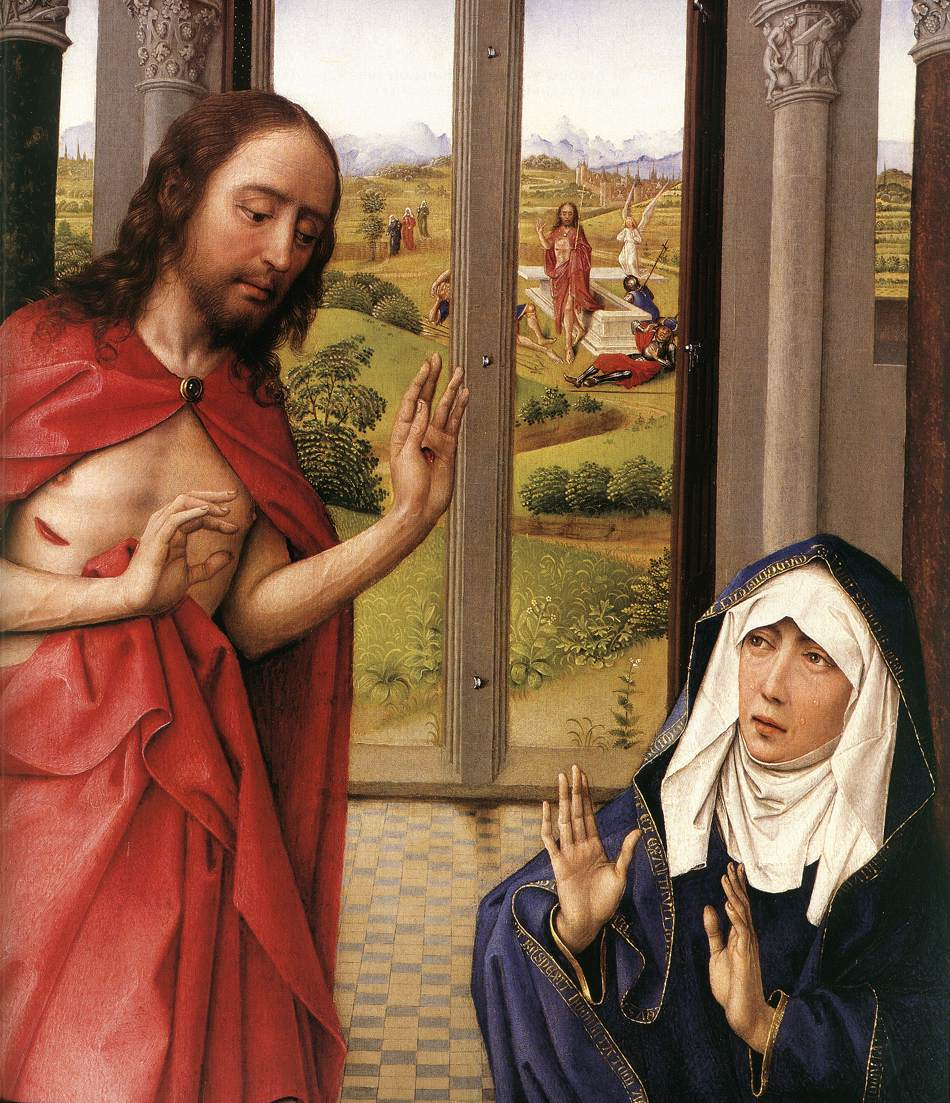
Tryptyk z Miraflores - fragment z prawego obrazu ze scenami Trzech Marie w drodze do Grobu Zbawiciela i Zmartwychwstania

Tryptyk jest tablicowym retabulum maryjnym, ukazującym w chronologicznym porządku sceny z życia Maryi: Adoracja Dzieciątka przez Marię i Józefa, Opłakiwanie i Objawienie się zmartwychwstałego Chrystusa Maryi. Wszystkie epizody pochodzące z Nowego Testamentu nie są ze sobą ściśle powiązane i nie opowiadają historii Jezusa czy Marii, lecz nawiązują do trzech różańcowych tajemnic maryjnych: radości, boleści i chwały. Tryptyk miał służyć zakonnikom do nabożnego studiowania i medytacji.
Wszystkie trzy kwatery mają identyczne wymiary, wstawione są w trójarkadową oprawę z trzema równoważnymi przestrzeniami, a każda z nich ma własną perspektywę. Za arkadami ukazane są sceny z postaciami w trzech różnych wnętrzach architektonicznych: kościele, loggii i bogatym domu. Wnętrza te nie odpowiadają ewangelicznemu przekazowi i chrześcijańskiej tradycji ikonograficznej: scena adoracji powinna rozgrywać się w stajence, opłakiwania na górze Golgota, a objawienie w skromnej izbie Marii. Wyodrębnione platformy jako mansjony wpisują się w popularny w późnym średniowieczu sposób przedstawiania misterium opartego na kolejnych elementach ikonograficznych. Wspólnym elementem dla wszystkich kwater jest krajobraz Jerozolimy.
Na pierwszym planie znajduje się trójarkadowy portyk, będący bramą do trzech tajemnic życia Marii. U podstawy każdego znajdują się figurki apostołów Piotra i Pawła (na skrajnych filarach) i czterech ewangelistów na filarach środkowych. Postacie symbolizują główne filary nauki Kościoła, za pomocą których wierny powinien poznawać tajemnice wiary i kontemplować kolejne jej etapy. Wchodząc przez te bramy, wierny trafia do dwóch stref: Starego Testamentu i Nowego Testamentu. Powyżej figurek w obrębie archiwolt znajduje się strefa nowotestamentowa ze scenami figuralnymi oraz iluzjonistyczne rzeźby nawiązujące do tajemnic maryjnych. Kartuzi już od 1409 roku propagowali owe tajemnice w postaci modlitwy różańcowej. Lewa tablica ze sceną Adoracji oznacza główną tajemnice radosną (Narodzenie Zbawiciela), a na archiwoltach widać sceny: Zwiastowania, Nawiedzenia, Narodzin, Pokłon pasterzy, Pokłon Trzech Króli i Ofiarowanie w świątyni. Środkowa tablica reprezentuje zespół tajemnic bolesnych z główną sceną Opłakiwania i z mniejszymi na łuku: Pojmanie Chrystusa, Niesienie krzyża, Podniesienie krzyża, Ukrzyżowanie, Złożenie do grobu. Prawa tablica przedstawia zespół scen obrazujących tajemnice chwalebne: scena główna Objawienie Chrystusa Maryi oraz Trzy Marie przynoszące matce Jezusa wieść o zmartwychwstaniu, Anioł zwiastujący Marii jej śmierć, Zaśnięcie Marii, Koronacja Marii. Dodatkowo w głębi prawego obrazu ukazane zostały dwie sceny: Trzy Marie w drodze do Grobu Zbawiciela i Zmartwychwstanie.
W głębi, w kapitelach kolumn podtrzymujących sklepienia wnętrz rozciąga się strefa starotestamentowa. Widoczne są na nich sceny zapowiadające Zbawienie: Śmierć Absaloma i Ofiarowanie Izaaka, Wygnanie z Raju, Dawid zwyciężający Goliata, Samson z lwem oraz Samson niosący bramy miejskie Gazy. Ukazanie całego zespołu scen jest zamierzonym zabiegiem artysty, który w ten sposób daje powód do medytacji nad rolą Marii w życiu Jezusa i jej udziałem w akcie zbawienia.
Dodatkowo każdej tajemnicy odpowiada zmienna kolorystyka grup postaci, koncentrująca się na trzech barwach: czerwonej, niebieskiej i białej. Każdy kolor ma tu swoje znaczenie: biel oznacza niepokalaną czystość Marii podkreśloną napisem na banderoli, będącym trawestacją Listu św. Jakuba 1:2: Niewiasta ta była najczcigodniejszą, pozbawiona grzechu wszelkiego, otrzyma więc koronę życia; czerwień symbolizuje wierność w chrystusowe objawienie, również podkreślone napisem, trawestacją tekstu Apokalipsy 2: Niewiasta ta była najwierniejszą w cierpieniu Chrystusa, dlatego otrzyma koronę życia; błękit symbolizuje cnotę wytrwałości i zwycięstwa nad szatanem i grzechem, a napis na szarfie jest parafrazą passusu z Apokalipsy 6: Niewiasta ta wytrwała zwycięsko, dlatego dana jej jest korona życia. Wspomniane korony unoszone są przez anioły pod archiwoltami arkad. W każdej kwaterze Maria przywdziewa odpowiednie kolorystycznie szaty, a towarzyszące jej osoby, zwłaszcza Jan w fioletowej szacie, podkreślają tylko sens martyrium Chrystusa i Matki Bożej.
Tryptykiem podobnym pod względem kompozycyjnym jest Tryptyk św. Jana Chrzciciela powstały w latach 1452-1460.